# Bitch Please II
Bitch Please II (auch bekannt als B**** Please II) ist ein Lied des US-amerikanischen Rappers Eminem, das er mit den Rappern Dr. Dre, Snoop Dogg, Xzibit und Nate Dogg aufnahm. Der Song erschien auf seinem dritten Studioalbum The Marshall Mathers LP (2000) und wurde am 23. Mai 2001 als vierte Single aus diesem zu Promotionszwecken in den Vereinigten Staaten veröffentlicht. Es ist eine Fortsetzung des Stücks Bitch Please von Snoop Dogg und Xzibit aus dem Jahr 1999.

## Inhalt
| Liedteil   | Künstler              |
| Intro      | Snoop Dogg, Dr. Dre   |
| 1. Strophe | Dr. Dre               |
| 2. Strophe | Snoop Dogg            |
| Refrain    | Nate Dogg, Snoop Dogg |
| 3. Strophe | Xzibit                |
| 4. Strophe | Eminem                |
| Outro      | Xzibit                |

Bitch Please II ist dem Genre Gangsta-Rap zuzuordnen. So rappen Dr. Dre, Snoop Dogg, Xzibit und Eminem vor allem über ihren Status als Rapstars, über Waffengewalt und Kriminalität. Dabei nutzen sie viele Kraftausdrücke, wie „Nigga“, „Motherfucker“, „Fuck“ oder „Faggot“, und verwenden auch einige sexuelle Anspielungen. Snoop Dogg bezeichnet Eminem als „Great White American Hope“ und sich selbst als King der West Coast. Dagegen rappt Xzibit über einen Mord und meint, dass er lieber stirbt, als in den Knast zu gehen. Eminem wendet sich in seiner Strophe unter anderem ironisch an den Musikjournalisten Timothy White, der zuvor ihn und seine Musik kritisiert hatte. Dieser habe Recht gehabt und er sei nur ein Krimineller, der sein Geld mit dem Elend der Welt verdiene und Streit anfange, wo immer er hinkomme. In dem von Nate Dogg gesungenen Refrain heißt es, dass man letztendlich nur sich selbst vertrauen kann, da der Teufel in jedem stecke.

“And you don’t really wanna fuck with me

Only nigga that I trust is me

Fuck around and make me bust this heat

That’s the devil, they always wanna dance”

## Produktion
Der Song wurde von Dr. Dre und Mel-Man produziert. Beide fungierten neben Eminem, Snoop Dogg, Xzibit und Mike Elizondo auch als Autoren. Die Musik basiert auf dem Lied Bitch Please von Snoop Dogg und Xzibit, das auch von Dr. Dre produziert und 1999 als Single veröffentlicht wurde.

## Single

### Titelliste
1. Bitch Please II (Album-Version) – 4:48
2. Bitch Please II (Instrumental-Version) – 4:48

### Chartplatzierungen
Das Lied wurde lediglich als Promo-Single auf Schallplatte in den Vereinigten Staaten veröffentlicht. Es erreichte Platz 61 in den Hot-R&B/Hip-Hop-Songs-Charts sowie Rang 51 der R&B/Hip-Hop-Airplay-Charts.

### Auszeichnungen für Musikverkäufe
Bitch Please II wurde im Jahr 2022 für mehr als 500.000 Verkäufe in den Vereinigten Staaten mit einer Goldenen Schallplatte ausgezeichnet. Im selben Jahr erhielt es für über 200.000 verkaufte Exemplare im Vereinigten Königreich eine Silberne Schallplatte.

| Land/Region                  | Auszeichnungen für Musikverkäufe (Land/Region, Auszeichnung, Verkäufe) | Verkäufe |
| ---------------------------- | ---------------------------------------------------------------------- | -------- |
| Australien (ARIA)            | Platin                                                                 | 70.000   |
| Vereinigte Staaten (RIAA)    | Gold                                                                   | 500.000  |
| Vereinigtes Königreich (BPI) | Silber                                                                 | 200.000  |
| Insgesamt                    | 1× Silber · 1× Gold · 1× Platin ·                                      | 770.000  |

Hauptartikel: Eminem/Auszeichnungen für Musikverkäufe